# Thuidium kiasense
Thuidium kiasense là một loài Rêu trong họ Thuidiaceae. Loài này được R.S. Williams miêu tả khoa học đầu tiên năm 1914.